# Lista över arbetslivsmuseer i Dalarnas län
Här följer en förteckning över arbetslivsmuseer i Dalarnas län.

## Dalarnas län
| Namn                                                                                          | Typ av museum                                                           | Kommun, ort                | Adress Koordinat                                                                                               | ID-nr | Bild                                                                                        |
| --------------------------------------------------------------------------------------------- | ----------------------------------------------------------------------- | -------------------------- | --- | ----- | ------------------------------------------------------------------------------------------- |
| Quarnstensgrufvans vänner                                                                     |                                                                         | Malung-Sälen, Malung       | Kvarnstensbrottet Östra Utsjö i Malung 60.67237, 13.74513                                                      | 4612  | Ladda upp en bild av detta arbetslivsmuseum                                                 |
| S/S Laxen                                                                                     |                                                                         | Mora, Mora                 | 61.00627, 14.54587                                                                                             | 1487  | Se fler bilder av detta arbetslivsmuseum · Ladda upp en till bild av detta arbetslivsmuseum |
| Gravendals bruk                                                                               |                                                                         | Ludvika, Gravendal         | 60.0422, 14.51758                                                                                              | 1371  | Ladda upp en till bild av detta arbetslivsmuseum                                            |
| Garpenbergs gammelgård                                                                        | Hembygdsgård Ansvarar även för gruvkapellet med tillhörande gruvmuseum. | Hedemora, Garpenberg       | Herrgårdsvägen 3, 776 98 Garpenberg 60.31703, 16.19745                                                         | 1370  | Se fler bilder av detta arbetslivsmuseum · Ladda upp en till bild av detta arbetslivsmuseum |
| Smedsbostaden på Hammarbacken                                                                 |                                                                         | Ludvika, Ludvika           | Magasinsgatan 60.15625, 15.18805                                                                               | 1373  | Se fler bilder av detta arbetslivsmuseum · Ladda upp en till bild av detta arbetslivsmuseum |
| Hedemora gamla theater                                                                        | Teater                                                                  | Hedemora, Hedemora         | Gussarvsgatan 10 60.28041, 15.98751                                                                            | 1375  | Se fler bilder av detta arbetslivsmuseum · Ladda upp en till bild av detta arbetslivsmuseum |
| Horndals bruksmuseum                                                                          |                                                                         | Avesta, Horndal            | Bergendals väg 1 60.29395, 16.41799                                                                            | 1377  | Ladda upp en till bild av detta arbetslivsmuseum                                            |
| Hedemora MC-museum                                                                            |                                                                         | Hedemora, Hedemora         | Garpgatan 4 60.28096, 15.9916                                                                                  | 1376  | Se fler bilder av detta arbetslivsmuseum · Ladda upp en till bild av detta arbetslivsmuseum |
| Ishockeymuseum                                                                                |                                                                         | Leksand, Leksand           | Tegera Arena, huvudentrén 60.73528, 14.98611                                                                   | 1379  | Se fler bilder av detta arbetslivsmuseum · Ladda upp en till bild av detta arbetslivsmuseum |
| Husby hembygdsgård                                                                            | Hembygdsgård                                                            | Hedemora, Dala-husby       | Skinnarbacken 60.39333, 16.00833                                                                               | 1378  | Se fler bilder av detta arbetslivsmuseum · Ladda upp en till bild av detta arbetslivsmuseum |
| Siljan airparkmuseum                                                                          |                                                                         | Leksand, Siljansnäs        | Vindmyrevägen 7 60.78385, 14.83232                                                                             | 4403  | Se fler bilder av detta arbetslivsmuseum · Ladda upp en till bild av detta arbetslivsmuseum |
| Grängesbergsbanornas Järnvägsmuseum - GBBJ                                                    |                                                                         | Ludvika, Grängesberg       | Malmbangården 60.416, 14.591                                                                                   | 1388  | Se fler bilder av detta arbetslivsmuseum · Ladda upp en till bild av detta arbetslivsmuseum |
| Ludvika Gammelgård gruvmuseum                                                                 |                                                                         | Ludvika, Ludvika           | Nils Nils gata 7 60.1483, 15.2066                                                                              | 1389  | Se fler bilder av detta arbetslivsmuseum · Ladda upp en till bild av detta arbetslivsmuseum |
| Korså bruk                                                                                    |                                                                         | Falun, Korså bruk          | 60.63742, 16.14373                                                                                             | 1384  | Se fler bilder av detta arbetslivsmuseum · Ladda upp en till bild av detta arbetslivsmuseum |
| Kvarna                                                                                        |                                                                         | Gagnef, Dala-Floda         | koordinater saknas                                                                                             | 1385  | Se fler bilder av detta arbetslivsmuseum · Ladda upp en till bild av detta arbetslivsmuseum |
| Lindesnäs bruksmuseum                                                                         |                                                                         | Vansbro, Lindesnäs bruk    | Lindesnäs bruk 60.33178, 14.5255                                                                               | 1387  | Ladda upp en till bild av detta arbetslivsmuseum                                            |
| Gruvcentrum Mojsen                                                                            |                                                                         | Ludvika, Grängesberg       | Dillners väg 11 60.07455, 14.98828                                                                             | 1380  | Se fler bilder av detta arbetslivsmuseum · Ladda upp en till bild av detta arbetslivsmuseum |
| Johan Ahlbäcks ateljé                                                                         |                                                                         | Smedjebacken, Smedjebacken | Vasagatan 18 E 60.14327, 15.41633                                                                              | 1381  | Ladda upp en till bild av detta arbetslivsmuseum                                            |
| Klenshyttan                                                                                   |                                                                         | Ludvika, Klenshyttan       | 60.10167, 15.10056                                                                                             | 1382  | Se fler bilder av detta arbetslivsmuseum · Ladda upp en till bild av detta arbetslivsmuseum |
| Klosters bruksmuseum                                                                          |                                                                         | Hedemora, Garpenberg       | Kloster 60.37224, 16.16153                                                                                     | 1383  | Se fler bilder av detta arbetslivsmuseum · Ladda upp en till bild av detta arbetslivsmuseum |
| Grådö mejerimuseum                                                                            |                                                                         | Hedemora, Hedemora         | Mejerivägen 4 60.24575, 16.03086                                                                               | 4429  | Ladda upp en till bild av detta arbetslivsmuseum                                            |
| Näckådalens såg                                                                               |                                                                         | Orsa, Orsa                 | Näckådalen 61.30519, 14.42086                                                                                  | 1399  | Ladda upp en bild av detta arbetslivsmuseum                                                 |
| Äventyrsgruvan                                                                                |                                                                         | Borlänge, Tuna-Hästberg    | Krongruvvägen 50, Idkerberget, Tuna Hästberg 60.3407, 15.18008                                                 | 4680  | Ladda upp en till bild av detta arbetslivsmuseum                                            |
| Norskt veteranmuseum                                                                          |                                                                         | Rättvik, Furudal           | Furudals bruk 61.19476, 15.17632                                                                               | 1397  | Ladda upp en till bild av detta arbetslivsmuseum                                            |
| Gammelstan i Norrboda                                                                         |                                                                         | Rättvik, Norrboda          | Norrboda Landsvägen 231-233 61.11694, 15.25053                                                                 | 4888  | Ladda upp en bild av detta arbetslivsmuseum                                                 |
| Krylbo lokstall                                                                               |                                                                         | Avesta, Krylbo             | 60.12173, 16.22193                                                                                             | 2113  | Ladda upp en bild av detta arbetslivsmuseum                                                 |
| Norns bruk                                                                                    |                                                                         | Hedemora, Norns bruk       | 60.22083, 15.77833                                                                                             | 1396  | Se fler bilder av detta arbetslivsmuseum · Ladda upp en till bild av detta arbetslivsmuseum |
| Museiföreningen GefleDala Jernväg                                                             |                                                                         | Falun, Falun               | Tullkammaregatan 15, Lokstallarna Falun 60.60345, 15.64805                                                     | 1395  | Ladda upp en till bild av detta arbetslivsmuseum                                            |
| Motor & nostalgimuseet                                                                        |                                                                         | Ludvika, Grängesberg       | Kilaberget 52 60.06382, 14.99533                                                                               | 1394  | Se fler bilder av detta arbetslivsmuseum · Ladda upp en till bild av detta arbetslivsmuseum |
| Mockfjärds gammelgård                                                                         | Hembygdsgård                                                            | Gagnef, Mockfjärd          | 60.5107, 14.977                                                                                                | 1393  | Ladda upp en bild av detta arbetslivsmuseum                                                 |
| Mentalvårdsmuseet Säter                                                                       | Medicinhistoriskt museum                                                | Säter, Säter               | Länsvägen 16 , Skönvik 60.3421, 15.71197                                                                       | 1392  | Ladda upp en till bild av detta arbetslivsmuseum                                            |
| Medicinhistoriska museet                                                                      | Medicinhistoriskt museum                                                | Falun, Falun               | Nisserska huset, Falu lasarett 60.60788, 15.64708                                                              | 1391  | Ladda upp en till bild av detta arbetslivsmuseum                                            |
| Långshyttans brukshistoriska förening                                                         |                                                                         | Hedemora, Långshyttan      | Storgatan 2 60.45211, 16.03667                                                                                 | 1390  | Ladda upp en till bild av detta arbetslivsmuseum                                            |
| Närsen-Grontjärns Järnväg                                                                     |                                                                         | Gagnef, Borlänge           | Orrnäset, Dala-Floda 60.51265, 14.72642                                                                        | 4294  | Ladda upp en bild av detta arbetslivsmuseum                                                 |
| Hedlunds motorsällskap                                                                        |                                                                         | Borlänge, Borlänge         | koordinater saknas                                                                                             | 2726  | Ladda upp en bild av detta arbetslivsmuseum                                                 |
| Orsa Jernvägsförening                                                                         |                                                                         | Orsa, Orsa                 | Orsa lokstall 61.12168, 14.62097                                                                               | 4358  | Ladda upp en till bild av detta arbetslivsmuseum                                            |
| Clas Ohlson-museet                                                                            |                                                                         | Leksand, Insjön            | Hjultorget i Insjön 60.67303, 15.0887                                                                          | 4350  | Se fler bilder av detta arbetslivsmuseum · Ladda upp en till bild av detta arbetslivsmuseum |
| Sörviksbygdens kulturförening                                                                 |                                                                         | Ludvika, Ludvika           | Fridslundsvägen 4 60.18795, 15.14897                                                                           | 2710  | Ladda upp en bild av detta arbetslivsmuseum                                                 |
| Säters hembygdsmuseum, Åsgårdarna                                                             |                                                                         | Säter, Säter               | Skogsstigen 5 60.34267, 15.7541                                                                                | 4401  | Se fler bilder av detta arbetslivsmuseum · Ladda upp en till bild av detta arbetslivsmuseum |
| Kullsbergs kalkbruksutställning i Dalhalla                                                    |                                                                         | Rättvik, Rättvik           | Gruvstugan vid konsertarenan Dalhalla 60.94967, 15.10692                                                       | 4349  | Ladda upp en till bild av detta arbetslivsmuseum                                            |
| Vikmanshyttans bruksmuseum                                                                    |                                                                         | Hedemora, Vikmanshyttan    | Museivägen 60.29228, 15.82299                                                                                  | 4378  | Ladda upp en till bild av detta arbetslivsmuseum                                            |
| Sågverksmuseet                                                                                |                                                                         | Vansbro, Vansbro           | Vansbro kommunbibliotek, Medborgarhuset 60.51049, 14.2227                                                      | 1420  | Ladda upp en till bild av detta arbetslivsmuseum                                            |
| CTH fabriksmuseum                                                                             |                                                                         | Borlänge, Borlänge         | Vattugatan 3 60.48675, 15.43515                                                                                | 2764  | Se fler bilder av detta arbetslivsmuseum · Ladda upp en till bild av detta arbetslivsmuseum |
| Torsångs hembygdsförening                                                                     |                                                                         | Borlänge, Torsång          | koordinater saknas                                                                                             | 4225  | Ladda upp en bild av detta arbetslivsmuseum                                                 |
| Skogsmuseet i Enviksby                                                                        |                                                                         | Falun, Enviken             | Enviksbyn koordinater saknas                                                                                   | 4130  | Ladda upp en bild av detta arbetslivsmuseum                                                 |
| Falu fängelsemuseum                                                                           |                                                                         | Falun, Falun               | Villavägen 17 60.61194, 15.63444                                                                               | 4431  | Se fler bilder av detta arbetslivsmuseum · Ladda upp en till bild av detta arbetslivsmuseum |
| Carl Larsson-gården                                                                           |                                                                         | Falun, Sundborn            | Carl Larssons Väg 12 60.65028, 15.77583                                                                        | 4430  | Se fler bilder av detta arbetslivsmuseum · Ladda upp en till bild av detta arbetslivsmuseum |
| Lombergshjulet                                                                                |                                                                         | Ludvika, Grängesberg       | Kopparbergsvägen 60.06623, 14.9853                                                                             | 2753  | Se fler bilder av detta arbetslivsmuseum · Ladda upp en till bild av detta arbetslivsmuseum |
| Sundborns kraftstation                                                                        |                                                                         | Falun, Sundborn            | Carl Larssons väg 60.65108, 15.77654                                                                           | 1418  | Ladda upp en till bild av detta arbetslivsmuseum                                            |
| Svartnäs bruk                                                                                 |                                                                         | Falun, Falun               | 60.91225, 16.13776                                                                                             | 1419  | Se fler bilder av detta arbetslivsmuseum · Ladda upp en till bild av detta arbetslivsmuseum |
| Skolmuseet i Grånäs                                                                           |                                                                         | Vansbro, Grånäs            | Grånäs koordinater saknas                                                                                      | 1410  | Ladda upp en bild av detta arbetslivsmuseum                                                 |
| Smedjebackens hamn och lokstall                                                               |                                                                         | Smedjebacken, Smedjebacken | Smedjebackens hamn 60.13801, 15.41663                                                                          | 1412  | Se fler bilder av detta arbetslivsmuseum · Ladda upp en till bild av detta arbetslivsmuseum |
| Snöås skogsarbetarby                                                                          |                                                                         | Vansbro, Snöås             | koordinater saknas                                                                                             | 1413  | Ladda upp en bild av detta arbetslivsmuseum                                                 |
| Stimmerbo och Torrbo bergsmansbyar                                                            |                                                                         | Smedjebacken, Smedjebacken | 60.1657, 15.5211                                                                                               | 1414  | Se fler bilder av detta arbetslivsmuseum · Ladda upp en till bild av detta arbetslivsmuseum |
| Stora fabriken                                                                                |                                                                         | Falun, Grycksbo            | Kungsvägen 35 60.68156, 15.48292                                                                               | 1415  | Ladda upp en till bild av detta arbetslivsmuseum                                            |
| Arbetarbostäder Stora Hagen                                                                   |                                                                         | Ludvika, Grängesberg       | Stora Hagvägen 22 60.07517, 15.00748                                                                           | 1416  | Se fler bilder av detta arbetslivsmuseum · Ladda upp en till bild av detta arbetslivsmuseum |
| Falu Gruva Falu koppargruva                                                                   |                                                                         | Falun, Falun               | Världsarvet, Gruvgatan 44 60.6004, 15.61568                                                                    | 1417  | Se fler bilder av detta arbetslivsmuseum · Ladda upp en till bild av detta arbetslivsmuseum |
| Ottilia Adelborgmuseet                                                                        |                                                                         | Gagnef, Gagnef             | Gamla prostgården koordinater saknas                                                                           | 4208  | Ladda upp en bild av detta arbetslivsmuseum                                                 |
| Gagnefs minnesstuga                                                                           |                                                                         | Gagnef, Gagnef             | Efter Adelborgsvägen koordinater saknas                                                                        | 4207  | Se fler bilder av detta arbetslivsmuseum · Ladda upp en till bild av detta arbetslivsmuseum |
| Skolmuseet i Djurmo                                                                           |                                                                         | Gagnef, Djurmo             | Djurmo koordinater saknas                                                                                      | 1409  | Ladda upp en till bild av detta arbetslivsmuseum                                            |
| Silverhyttan                                                                                  |                                                                         | Falun, Falun               | Södra Mariegatan 18C (Stora Tekniks område) 60.61333, 15.62097                                                 | 1408  | Se fler bilder av detta arbetslivsmuseum · Ladda upp en till bild av detta arbetslivsmuseum |
| Porfyr- och Hagströmmuseet                                                                    |                                                                         | Älvdalen, Älvdalen         | Dalgatan 81 61.22937, 14.03658                                                                                 | 1402  | Ladda upp en till bild av detta arbetslivsmuseum                                            |
| Polhemsmuseet Husbyringen                                                                     |                                                                         | Hedemora, Stjärnsund       | Stjärnsund 60.43398, 16.20683                                                                                  | 1401  | Ladda upp en till bild av detta arbetslivsmuseum                                            |
| Orsa slipstensmuseum                                                                          |                                                                         | Orsa, Orsa                 | Gruvbacksvägen 2 61.18227, 14.75182                                                                            | 1400  | Ladda upp en bild av detta arbetslivsmuseum                                                 |
| Siljansfors Skogsmuseum                                                                       |                                                                         | Mora, Siljansfors          | Siljansfors 60.88833, 14.375                                                                                   | 1407  | Ladda upp en till bild av detta arbetslivsmuseum                                            |
| S/S Flottisten                                                                                |                                                                         | Rättvik, Rättvik           | Rättvik koordinater saknas                                                                                     | 1406  | Se fler bilder av detta arbetslivsmuseum · Ladda upp en till bild av detta arbetslivsmuseum |
| S/S Engelbrekt                                                                                |                                                                         | Leksand, Leksand           | Leksand koordinater saknas                                                                                     | 1405  | Se fler bilder av detta arbetslivsmuseum · Ladda upp en till bild av detta arbetslivsmuseum |
| Råbergskvarn och stamp                                                                        |                                                                         | Orsa, Orsa                 | Sandsjöån koordinater saknas                                                                                   | 1404  | Ladda upp en bild av detta arbetslivsmuseum                                                 |
| Åhlénpaviljongen                                                                              |                                                                         | Leksand, Insjön            | Centrumplan ("Hjulhuset") 60.6743, 15.08885                                                                    | 1432  | Se fler bilder av detta arbetslivsmuseum · Ladda upp en till bild av detta arbetslivsmuseum |
| Vintjärns gruvor                                                                              |                                                                         | Falun, Falun               | 60.83078, 16.04588                                                                                             | 1430  | Ladda upp en till bild av detta arbetslivsmuseum                                            |
| Ågs hytta                                                                                     |                                                                         | Falun, Ågs bruk            | 60.779, 16.04585                                                                                               | 1431  | Se fler bilder av detta arbetslivsmuseum · Ladda upp en till bild av detta arbetslivsmuseum |
| Sågmyra Hembygdsmuseum                                                                        |                                                                         | Falun, Sågmyra             | Tidstrandsvägen 3 60.71248, 15.29365                                                                           | 4264  | Se fler bilder av detta arbetslivsmuseum · Ladda upp en till bild av detta arbetslivsmuseum |
| Särna skogsmuseum, Lomkällan                                                                  |                                                                         | Älvdalen, Särna            | 61.69337, 13.07592                                                                                             | 1421  | Ladda upp en bild av detta arbetslivsmuseum                                                 |
| Säters Biograf- och TV-museum                                                                 |                                                                         | Säter, Säter               | Järnvägsgatan 26 60.34492, 15.76103                                                                            | 1422  | Se fler bilder av detta arbetslivsmuseum · Ladda upp en till bild av detta arbetslivsmuseum |
| Thunströms köpmansgård                                                                        |                                                                         | Falun, Falun               | Slaggatan 31 60.61058, 15.62597                                                                                | 1425  | Se fler bilder av detta arbetslivsmuseum · Ladda upp en till bild av detta arbetslivsmuseum |
| Tanså hytta                                                                                   |                                                                         | Gagnef, Mockfjärd          | 60.4784, 14.933                                                                                                | 1424  | Se fler bilder av detta arbetslivsmuseum · Ladda upp en till bild av detta arbetslivsmuseum |
| Utanheds kvarn                                                                                |                                                                         | Vansbro, Nås               | Utanhed koordinater saknas                                                                                     | 1427  | Se fler bilder av detta arbetslivsmuseum · Ladda upp en till bild av detta arbetslivsmuseum |
| Torsångs motormuseum                                                                          |                                                                         | Borlänge, Torsång          | Torsång 60.4639, 15.57286                                                                                      | 1426  | Ladda upp en till bild av detta arbetslivsmuseum                                            |
| Vasaloppsmuseet                                                                               |                                                                         | Mora, Mora                 | Vasaloppets hus 61.00751, 14.545                                                                               | 1428  | Ladda upp en till bild av detta arbetslivsmuseum                                            |
| Avesta myntmuseum                                                                             |                                                                         | Avesta, Avesta             | Bruksgatan 2 60.14972, 16.1675                                                                                 | 1359  | Ladda upp en till bild av detta arbetslivsmuseum                                            |
| Avesta järnbrukshytta/Verket                                                                  |                                                                         | Avesta, Avesta             | Koppardalen 60.14898, 16.1707                                                                                  | 1358  | Se fler bilder av detta arbetslivsmuseum · Ladda upp en till bild av detta arbetslivsmuseum |
| Flatenbergs hytta                                                                             |                                                                         | Smedjebacken, Smedjebacken | 60.13172, 15.41863                                                                                             | 1366  | Se fler bilder av detta arbetslivsmuseum · Ladda upp en till bild av detta arbetslivsmuseum |
| Flogbergets gruvor                                                                            |                                                                         | Smedjebacken, Flogberget   | 60.1478, 15.30267                                                                                              | 1367  | Se fler bilder av detta arbetslivsmuseum · Ladda upp en till bild av detta arbetslivsmuseum |
| Dalregementets museer                                                                         |                                                                         | Falun, Falun               | Dalregementet och Rommehedslägret i Borlänge och dalregementet i Falun 60.60412, 15.65398                      | 1364  | Se fler bilder av detta arbetslivsmuseum · Ladda upp en till bild av detta arbetslivsmuseum |
| Carl Jularbo café och museum                                                                  |                                                                         | Avesta, Avesta             | Avesta Brukshistoriska Förening, Badhusgatan 2 60.14798, 16.1647                                               | 1362  | Ladda upp en till bild av detta arbetslivsmuseum                                            |
| Dalarnas Idrottsmuseum                                                                        |                                                                         | Falun, Falun               | Riksskidstadion, Lugnet 60.60413, 15.62933                                                                     | 1363  | Se fler bilder av detta arbetslivsmuseum · Ladda upp en till bild av detta arbetslivsmuseum |
| Bältarbo tegelbruk                                                                            |                                                                         | Hedemora, Hedemora         | Bältarbo 60.29939, 15.98142                                                                                    | 1360  | Se fler bilder av detta arbetslivsmuseum · Ladda upp en till bild av detta arbetslivsmuseum |
| Furudals landsbygdsmuseum                                                                     |                                                                         | Rättvik, Furudal           | Furudals bruksmuseer, Bruket. Museet ligger i Furudals Bruk ca 40 km från Rättvik, väg 301. 61.19583, 15.17225 | 1368  | Se fler bilder av detta arbetslivsmuseum · Ladda upp en till bild av detta arbetslivsmuseum |
| Skorstensfejaryrkets Museum                                                                   |                                                                         | Hedemora, Hedemora         | Gussarvsgatan 8 60.28015, 15.9869                                                                              | 4903  | Ladda upp en till bild av detta arbetslivsmuseum                                            |
| Tunabygdens Gammelgård                                                                        | Hembygdsgård                                                            | Borlänge, Borlänge         | Gammelgårdsvägen 2 koordinater saknas                                                                          | 1369  | Ladda upp en till bild av detta arbetslivsmuseum                                            |
| Stockholms kultursällskap för ånga och järnväg - SKÅJ Lokverkstad i Krylbo (filial till Sala) |                                                                         | Avesta, Krylbo             | 60.12173, 16.22193                                                                                             | 2113  | Ladda upp en till bild av detta arbetslivsmuseum                                            |

## Tidigare arbetslivsmuseer i Dalarnas län
- Id-nr 1403, Sveriges vägmuseum, Borlänge.
- Id-nr 1423, Sörboda skolmuseum, Furudal.
- Id-nr 1365, Erik Jers skinnmuseum, Malung, Malung-Sälen.
- Id-nr 4292, Runns ångbåtsförening, Borlänge.